# Serra de Água
Serra de Água is een plaats (freguesia) in de Portugese gemeente Ribeira Brava en telt 1317 inwoners (2001).